# Zaremba

Herb Zaremba

Zaremba – polskie nazwisko, w Polsce nosi je ok. 11 tys. osób. Tradycyjna forma dla żony Zaremby to Zarembina, a córki Zarembianka.

## Osoby noszące nazwisko Zaremba
- Adrian Zaremba (ur. 1992) – polski aktor
- Andrzej Zaremba (zm. ok. 1318) – biskup poznański
- Arkembold Zaremba (zm. ok. 1293) – kasztelan kaliski
- Artur Cielecki-Zaremba (1850–1930) – polski właściciel dóbr, polityk, poseł
- Czesław Zaremba (1881–1958) – śpiewak operowy
- Dionizy Zaremba (ur. 1797, zm.?) – polski oficer marynarki rosyjskiej
- Edmund Ritter von Zaremba (1856–1927) – feldmarszałek Austrii
- Ewa Szelburg-Zarembina (1899–1986) – pisarka (właściwie: Ewa Szelburg)
- Felicjan Mikołaj Zaremba (XVIII w.) – cześnik czernihowski
- Franciszek Zaremba (1751–1863) – powstaniec kościuszkowski
- Henryk Zaremba (1883–1954) – polski architekt
- Jan Zaremba (ujednoznacznienie)
- Jerzy Zaremba (ujednoznacznienie)
- Józef Zaremba (zm. 1774) – marszałek konfederacji barskiej
- Józef Zaremba (XIX w.) – powstaniec styczniowy
- Karol Zaremba (1846–1897) – architekt
- Krzysztof Zaremba (ur. 1958) – elektronik, rektor Politechniki Warszawskiej
- Krzysztof Zaremba (ur. 1972) – polityk
- Lidia Rybotycka-Zaremba (1928–2000) – polska aktorka
- Ludwik Zaremba (XIX w.) – urzędnik, prezydent Włocławka
- Maciej Zaremba Bielawski (ur. 1951) – szwedzki dziennikarz i pisarz polskiego pochodzenia
- Marcin Zaremba (historyk) (ur. 1966) – polski historyk
- Małgorzata Okońska-Zaremba (ur. 1966) – polska polityk i prawniczka
- Małgorzata Strękowska-Zaremba (ur. 1960) – pisarka
- Marcin Zaremba (XVIII wiek) – generał major wojsk koronnych
- Marian Zaremba (1910–1939) – polski inżynier, żołnierz kampanii wrześniowej
- Mateusz Zaremba (ur. 1984) – polski piłkarz
- Nikołaj Zaremba (1821–1879) – rosyjski kompozytor i pedagog
- Ota Zaremba (ur. 1957) – czeski sztangista
- Paweł Zaremba (1915–1979) – dziennikarz, historyk
- Peter Zaremba (1909–1994) – amerykański lekkoatleta
- Piotr Zaremba (1910–1993) – architekt i urbanista
- Piotr Zaremba (ur. 1963) – dziennikarz
- Renata Zaremba (ur. 1967) – posłanka
- Roman Zaremba (1904–1966) – muzyk
- Stanisław Zaremba (1601–1653) – biskup kijowski
- Stanisław Zaremba (1863–1942) – matematyk, ojciec Stanisława Krystyna
- Stanisław Krystyn Zaremba (1903–1990) – matematyk, taternik i alpinista, syn Stanisława
- Szymon Marcin Zaremba (1724–1768) – kasztelan konarski sieradzki
- Tadeusz Zaremba (1940–2013) – artysta malarz, konserwator zabytków, muzealnik
- Tomasz II Zaremba (zm. 1292) – 16. biskup wrocławski
- Wacław Zaremba (zm. 1555/1558) – kasztelan nakielski
- Wiesław Zaremba (ur. 1954) – artysta malarz
- Władysław Zaremba (1833–1902) – ukraiński kompozytor
- Zbigniew Zaremba (1926–2009) – polski aktor
- Zygmunt Zaremba (1895–1967) – działacz polityczny
- Zygmunt Zaremba (muzyk) (1861-1915) – kompozytor ukraińsko-rosyjski pochodzenia polskiego